# Uganda Air Cargo
Az Uganda Air Cargo Corporation egy ugandai légitársaság, amely menetrend szerinti és charterjáratokat is üzemeltet, mind utas- és teherszállítás céljából.

## Története
A légitársaságot 1994-ben hozta létre az Ugandai Parlament, hogy "biztonságos, hatékony, megfelelő, gazdaságos és megfelelően összeállított légiközlekedési szolgáltatásokat nyújtson és működtessen belföldön és külföldön, főleg teherszállítás, személyszállítás, charterszolgáltatások, légipostai szolgáltatások és pilótaképzés céljából".
A vállalat történetének nagy részében egyetlen repülőgépet, egy Lockheed C–130 Hercules típusú repülőgépet üzemeltetett. 2009 októberében a flotta két Harbin Y–12 típusú turbólégcsavaros repülőgéppel bővült. A légitársaság később kiterjesztette működését utasszállító járatok üzemeltetésére Ugandában, valamint Kelet-, Közép- és Dél-Afrikában.
A légitársaság működési engedélyét 2014-ben visszavonták és egészen 2016-ig nem kapta vissza. Ezalatt az idő alatt a vállalat nagy mennyiségű adósságot halmozott fel. Ezért 2019-ben a légitársaság az ugandai parlamenthez fordult segítségért hogy kifizethessék az adósságukat és vehessenek egy új Boeing 737 Classic típusú repülőgépet is, mivel mindkét Lockheed C–130 Hercules repülőgépük javítás alatt állt.

## Célállomások
2022 januárjában a Uganda Air Cargo a következő célállomásokat szolgálta ki:

## Flotta
A légitársaság flottája 2019 novemberében egy Harbin Y–12 típusú repülőgépből állt.
2012 januárjában az Uganda Air Cargo flottája a következőkből állt:
- 2db Lockheed C–130 Hercules
- 2db Harbin Y–12